# ラームクマール・ガネーサン
ラームクマール・ガネーシャン（Ramkumar Ganesan、1955年1月12日 - ）は、インドの映画プロデューサー、俳優。シヴァージ・プロダクションの経営者であり、父シヴァージ・ガネーサンや弟プラブの主演作を手掛けた。

## キャリア
チェンナイ出身。タミル語映画のスター俳優シヴァージ・ガネーサンの長男として生まれ、ヴィヴェカナンダ・カレッジで経営学の学位を取得し、卒業後は父が設立した映画製作会社シヴァージ・プロダクションに就職する。叔父V・C・シャンムガムの死後にシヴァージ・プロダクションの経営を引き継ぎ、弟プラブと共に同社を牽引した。彼が手掛けた作品の中で最も成功した作品は2005年に公開されたラジニカーント主演の『チャンドラムキ 踊る!アメリカ帰りのゴーストバスター』だった。2009年にはアジット・クマールを主演に起用した『Aasal』を製作し、同作は2010年に公開された。また、俳優としても活動しており、プラブ主演の『Aruvadai Naal』『My Dear Marthandan』に出演している。2015年に公開されたシャンカルの『マッスル 踊る稲妻』では主要キャストとして出演している。

## 家族
ラームクマールには息子が4人おり、ドゥシャント・ラームクマールはシヴァージ・プロダクションで働く傍ら俳優として『Success』『Machi』に出演しており、シヴァージ・デーヴも俳優として活動している。甥のヴィクラム・プラブも俳優として活動している。

## フィルモグラフィー

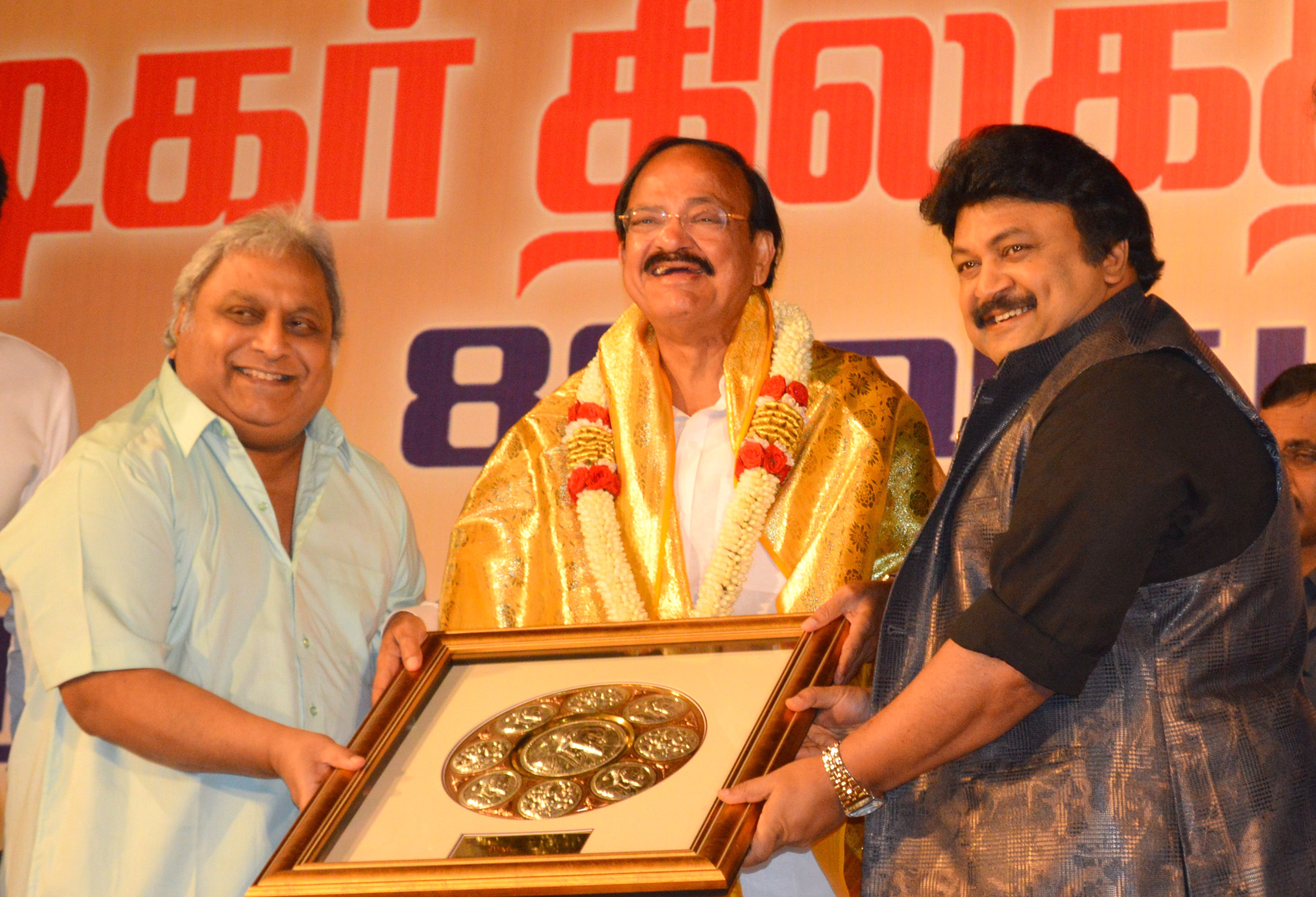
シヴァージ・ガネーサン生誕88周年の記念品を贈呈する情報・放送大臣ヴェンカイアー・ナイドゥ（中央）と記念品を受け取るラームクマール（左）、プラブ（右）

### 出演
- Aruvadai Naal（1986年） - ヴィンセント・パルケル・ソーサイ
- My Dear Marthandan（1990年）
- チャンドラムキ 踊る!アメリカ帰りのゴーストバスター（2005年）
- マッスル 踊る稲妻（2015年） - インドラクマール
- LKG（2019年） - ボージャッパン
- Boomerang（2019年） - アーカシュ

### プロデュース
- Kalaignan（1993年）
- チャンドラムキ 踊る!アメリカ帰りのゴーストバスター（2005年）
- Aasal（2010年）